# Huajan
Huajan ili cvetni venac (kineski: 華嚴宗; pinjin: Huáyán Zōng; japanski: Kegon; korejski: 화엄종 Hwaeom jong; sanskrit: Avataṃsaka) je filozofska škola mahajana budizma koja se razvila u Kini za vreme dinastije Tang. Osnovao ju je Du Šun (557-640).
Škola cvetnog venca se temelji na istoimenoj sanskritskoj Sutri cvetnog venca (sans. Avataṃsaka Sūtra, kineski: Huayan jing). Naziv "Cvetni venac" označava slavu zbog dubokog razumevanja.

## Učenje
Učenje sutre cvetnog venca ima doslovno kosmičko značenje; ono je toliko produbljeno da se obraća uglavnom božanstvima, a ne ljudima. U suštini, opisuje kosmologiju međusobnog prožimanja obične stvarnosti sa svetom Buda.
Ovo učenje zabeležio je i Fa Cang (643-712) u Eseju o zlatnom lavu. Prihvatajući klasičnu kinesku distinkciju između li (suština) i ši (pojava), Fa Cang je područje oslobođenja (nirvana) označio kao li, a svet patnje (samsara) kao ši. Li i ši se međusobno prožimaju na svaki mogući naćin. Koristeći analogiju sa zlatnom statuom lava, on zlato upoređuje sa li, a lavlju formu sa ši, ukazujući da je svaki aspekt ove statue istovremeno zlatan i lavljeg oblika, što su elementi koje je moguće razlučiti u teoriji, ali ne i u praksi. Tako su samsara i nirvana različiti, ali ne odvojeni.
Ovakva verzija mahajana učenja bila je primamljiva za kineski osećaj vrednosti svakodnevne realnosti, ublažavanja pojma odricanja od sveta, ali ne odbacivanja težnji ka oslobađanju. Sve se može smatrati da je Buda, ali nikako bez razvijanja meditativnog uvida.

## Literatura
- Cook, Francis H. . Hua-Yen Buddhism: The Jewel Net of Indra, Penn State Press. 1977.  978-0-271-02190-4. .
- Wright, Dale S. (1983). Philosophy East and West 32  (3):.
- Kembridžova ilustrovana istorija religije, Stylos, Novi Sad. 2006.  978-86-7473-281-6.

## Spoljašnje veze
- Huayen webpage in English
- Flower Adornment Sutra - Hua Yan Jing - Avatamsaka Original Text
- Writings About Huayan Buddhism[мртва веза]